# Divizia 6 Infanterie (1916-1918)
Divizia 6 Infanterie a fost o mare unitate de nivel tactic care s-a constituit la 27 august 1916, prin mobilizarea unităților sale existente la pace. Divizia  a făcut parte din organica Corpului III Armată. La intrarea în război, Divizia 6 Infanterie a fost comandată de generalul de brigadă Constantin Costescu. Divizia a participat la acțiunile militare pe frontul românesc, pe toată perioada războiului, între 27 august 1916 - 11 noiembrie 1918.

## Participarea la operații
La 14 august 1916 Divizia 6 Infanterie avea un efectiv mobilizat de 336 ofițeri și 16.361 de subofițeri, gradați și  soldați. Divizia avea în luna august un număr de 2.497 de cai și 608 boi. La intrarea în război Brigada 36 nu era mobilizată iar Regimentul 7 Vânători nu făcea parte din organica Diviziei.

##### Compunerea organicăa Diviziei la 14 august:
- Cartierul General al Diviziei

- Escadronul de ștafete

- Brigada 36 Infanterie

- Brigada 12 Infanterie

- Brigada 11 Infanterie

- Brigada 6 Artilerie - Regimentul 16 Artilerie și Regimentul 11 Artilerie

##### Compania de Pionieri:
Secția de telegrafie
Secția de Proiectoare
Detașament Jandarmi pedeștri
Detașament Jandarmi rurali

##### Servicii:
Divizionul de Coloane muniții Divizionare
Ambulanța Divizionară
Coloana de subzistență nr. 2

##### Trupe străine atașate Diviziei pentru acoperire:
Regimentul 49 Infanterie (2 batalioane)
O Baterie din Regimentul 3 Obuziere

##### Compunerea organică a corpurilor și serviciilor:

###### Cartierul unei Brigăzi de Infanterie
Comandamentul Brigăzii
O baterie de 53 mm a 8 piese

###### Un Regiment de Infanterie:
- 3 batalioane

- Batalionul a 4 Companii

- O Companie Mitraliere a 6 piese

###### Un Regiment de Artilerie:
- 2 Divizioane

- Divizionul a 3 baterii

- Bateria a 4 tunuri

###### Divizionul Coloane Muniții:
2 Coloane Artilerie
1 Coloană de Infanterie

###### Ambulanța Divizionară:
3 secții și o coloană de brancardieri

### Campania anului 1916
După ce a început ofensiva în Transilvania, Divizia primește la sfârșitul lunii august ca întăriri operative: Brigada 3 Călărași (2 Regimente a câte 4 escadroane) și Compania 3 cicliști. La începutul lui septembrie intră în subordinea Diviziei, Regimentul 3 Vânători (din organica Diviziei 5 Infanterie) până la sfârșitul lui ianuarie 1917 când este adus Regimentul 7 Vânători.
În septembrie 1916 Divizia acționează în Transilvania în zona Sfântu Gheorghe – Brașov. Luptele sunt deosebit de intense și numai în perioada 16-30 septembrie Divizia a avut următoarele pierderi:
- Ofițeri: 13 morți, 62 răniți și 40 dispăruți[1]

- Trupă: 499 morți, 2410 răniți și 3224 dispăruți

45 cai morți, 44 răniți și 12 dispăruți
În cursul lunilor noiembrie și decembrie Divizia se retrage treptat în Moldova fiind permanent în prima linie. „La 25 decembrie 1916 trupele Diviziei se află în sectorul N.V. Odobești – satul Pățești exclusiv, mărginindu-se la aripa dreaptă cu Divizia a 7-a, iar la cea stângă cu trupele ruse. În dimineața zilei de 25 decembrie, la ora 8, inamicul a început un violent bombardament asupra poziției ocupate de Divizia 6-a, care a durat până la ora 9 și au avut ca efect legarea luptătorilor la teren în tranșee. În acest timp numeroase coloane inamice înaintau spre pozițiile noastre. Când infanteria inamică s-a apropiat de poziție, artileria sa a lungit tragerea executând un tir de baraj în spatele poziției care a avut ca efect că luptătorii au fost surprinși în tranșeele lor și mare parte au fost făcuți prizonieri sau uciși.” În această zi Divizia a avut următoarele pierderi: Ofițeri: răniți 1; morți 1; dispăruți 43; Trupă: răniți 51; morți 17; dispăruți 2313. În următoarele zile Divizia este scoasă din prima linie, înlocuită cu trupe rusești și trecută în rezervă și apoi în refacere. La 1 ianuarie 1917 Divizia mai avea un efectiv de doar 5668 combatanți și 2141 necombatanți.

### Campania anului 1917
La 1 iulie 1917 Divizia avea regimentele de infanterie organizate pe 3 batalioane a câte 3 companii de infanterie și una de mitraliere a 8 piese Hotchkiss. „Compania avea un efectiv de 194 oameni și era împărțită în 4 plutoane fiecare cu două secții. Secția avea 2 grupe. Secția I-a cuprinde grupul grenadierilor (F1) și grupul puștilor mitraliere (Chauchat), iar secția II-a cuprinde trei grupe ale pușcașilor.”p327 Regimentul de Vânători avea două batalioane a câte 3 companii de infanterie și una de mitraliere a 8 piese. Divizia mai avea și o companie de mitraliere divizionară a 8 piese. În cadrul Diviziei mai erau 2 regimente de marș formate astfel: regimentul 1 organizat din școlile de specialități, recruți din contingentele 1917 și 1918, soldați aflați în convalescență; Regimentul 2 de marș era format din cea de-a IV-a companie de infanterie de la fiecare batalion al Diviziei. Regimentul Siret nr. 11 a primit 4 obuziere/mortiere Aasen.p329 Regimentul 16 Obuziere a primit o baterie de 8 piese mortiere de tranșee de 58 mm.p329 Efectivul total al Diviziei la 1 iulie era de 21.544 ofițeri, subofițeri și soldați; trupe combatante și necombatante.p334

## Ordinea de bătaie la mobilizare

### Campania anului 1916
La declararea mobilizării, la 27 august 1916, Divizia 6 Infanterie a făcut parte din compunerea de luptă Corpului III Armată, alături de Divizia 5 Infanterie. Corpul III Armată era comandat de generalul de divizie Constantin Tănăsescu, eșalonul ierarhic superior fiind Armata 2, comandată de generalul de divizie Alexandru Averescu.
Ordinea de bătaie a diviziei era următoarea:

- Divizia 6 Infanterie

- Regimentul 7 Vânători
- Brigada 11 Infanterie

- Regimentul Putna No.10
- Regimentul VI Tecuci No. 24

- Brigada 12 Infanterie

- Regimentul Siret No. 11
- Regimentul Cantemir No. 12

- Brigada 36 Infanterie

- Regimentul 51 Infanterie
- Regimentul 52 Infanterie

- Brigada 6 Artilerie

- Regimentul 11 Artilerie
- Regimentul 16 Artilerie

## Reorganizări pe perioada războiului
În prima jumătate a anului 1917, Divizia 6 Infanterie s-a reorganizat pe front, în sectorul ocupat de Armata 2. Divizia a fost inclusă în compunerea de luptă a Corpului IV Armată, alături de Divizia 7 Infanterie și Divizia 8 Infanterie. Corpul IV Armată era comandat de generalul de divizie Gheorghe Văleanu, eșalonul ierarhic superior fiind Armata 2, comandată de generalul de corp de armată Alexandru Averescu.
Ordinea de bătaie a diviziei era următoarea::p. 188>

- Divizia 6 Infanterie

- Regimentul 7 Vânători
- Brigada 11 Infanterie

- Regimentul 10 Infanterie
- Regimentul 24 Infanterie

- Brigada 12 Infanterie

- Regimentul 11 Infanterie
- Regimentul 12 Infanterie

- Brigada 6 Artilerie

- Regimentul 11 Artilerie
- Regimentul 16 Obuziere

- Compania divizionară de mitraliere
- Divizionul de cavalerie
- Batalionul 6 Pionieri

## Comandanți
Pe perioada desfășurării Primului Război Mondial, Divizia 6 Infanterie a avut următorii comandanți:
| Gradul             | Numele              | Perioada                             | Imagine |
| ------------------ | ------------------- | ------------------------------------ | ------- |
| General de brigadă | Constantin Costescu | 15 august 1916 - 27 august 1916      |         |
| General de brigadă | Nicolae Arghirescu  | 27 august 1916 - 4 februarie 1918    |         |
| General de brigadă | Gheorghe Dabija     | 4 februarie 1918 - 28 octombrie 1918 |         |
| General de brigadă | Ștefan Holban       | 28 octombrie 1918                    |         |